# سيدريك بانكس
سيدريك بانكس (بالإنجليزية: Cedrick Banks)‏ مواليد 16 ديسمبر 1981 في شيكاغو، هو لاعب كرة سلة أمريكي. بدأ مسيرته الاحترافية في سنة 2005. يبلغ طوله 6 قدم 3 بوصة (1.9 م).

## المسيرة الاحترافية
لعب مع نانسي باسكت في الدوري الفرنسي في موسم 2006–2007، ثم لعب مع أورليان لواريت من سنة 2008 إلى 2010، ثم لعب مع ليموج سي إس بي في الدوري الفرنسي في موسم 2010–2011، ثم لعب مع أورليان لواريت في موسم 2011–2012، ثم لعب مع تورك تيليكوم في الدوري التركي في سنة 2012، ثم لعب مع إلان شالون في الدوري الفرنسي في موسم 2012–2013.

## روابط خارجية
- سيدريك بانكس على موقع الدوري الأوروبي لكرة السلة (الإنجليزية)
- سيدريك بانكس على موقع كرة السلة الأوروبية.كوم (الإنجليزية)
- سيدريك بانكس على موقع كلية كرة السلة في سبورتس رفرنس.كوم (الإنجليزية)
- سيدريك بانكس على موقع ريلجم (الإنجليزية)
- سيدريك بانكس على موقع بروبوليرز (الإنجليزية)
- سيدريك بانكس على موقع سبورتس رفرنس (الإنجليزية)